# Жьєн (замок)
Жьєнський замок (фр. Château de Gien) — шато в місті Жьен (долина Луари), яке оспорює у Амбуазького замку право вважатися першим ренесансним замком Луари. Він був споруджений на початку XVI століття для проживання королівської дочки Анни де Жьєн і залишався власністю графів де Жьєн до Французької революції. У 1823 році перейшов у володіння департаменту Луаре. Перпендикулярно до основного будинку прибудований другий корпус. З 1952 року в замку міститься Міжнародний музей полювання (фр. Musée international de la Chasse).